# Национален исторически музей (Албания)
Националният исторически музей на Албания е исторически музей в Тирана, Албания. Открит е на 28 октомври 1981 г. и е с площ от 27 000 кв. м, като 18 000 кв. м са предназначени за експозиции.
Над входа на музея има голяма стенописна мозайка, озаглавена „Албанците“, която се предполага, че изобразява фигури от историята на страната от древността до наши дни. Музеят включва следните павилиони: Античност, Средновековие, Възраждане, Независимост, Иконография, Националноосвободителна антифашистка война, Комунистически терор и Майка Тереза.

## Павилиони

### Античност
Павилионът на античността е най-значимият и един от най-богатите на предмети в Националния исторически музей с 585 артефакта. Изложените предмети започват от късния палеолит, където праисторическата култура е доказано жива и мощна по албанските земи, и завършват с предмети от Ранното средновековие (IV – VIII век). Предметите от праисторическото селище Малик представяват разцвета на неолита от средата на четвъртото хилядолетие до около 2600 г. пр.н.е.
Изложените предмети и монетите от сребро и бронз, щамповани от името на илирийските царе от центровете Драч, Аполония, Шкодра, Билис и Амантия, открити в провинциите на Южна Илирия от IV до III век пр.н.е., свидетелстват за силна икономика и показват градската илирийска култура като цяло. По-значими обекти са скулптурите на школата на Аполониатите или бог Аполон, една от най-красивите скулптури за времето си (VI век пр.н.е.). Интересни са също: мозайката „Красотата на Дуръс“ (VI век пр.н.е.), главата на Артемида (III век пр.н.е.), антропоморфният вид на река Вьоса (III или II век пр.н.е.), главата на човек от варовик (V век), вази, украсени с червени фигури и др. Находките от монументалната гробница на Долна Селца, Поградец (III век сл. Хр.) заемат важно място в експозицията.

### Средновековие
В павилиона на Средновековието са представени икономическото, социалното, политическото и културното развитие на албанците от VI до XV век. Специален кът в този павилион е посветен на Княжество Арбер. Предаването на властта от Скурадж на Топиай е изразено в хералдическата емблема на Карл Топия, разположена в монументалния портал на манастира на Йоан Владимир в Елбасан. Специален обект на Павилиона на Средновековието е епитафията на Главеница, която датира от 1373 г. Със снимки, документи и предмети е представена съпротивата на албанците срещу османската окупация, както и ключови моменти от икономическото развитие, политическия и социален живот на страната чрез карти, гравюри от времето и доста оригинални публикации.

### Албанско национално възраждане
Павилионът на Възраждането е един от най-богатите на оригинални предмети, документи, книги, снимки, национални знамена, оръжия, банкноти и други културни ценности. Повечето от предметите са уникални за националната история и култура на албанците. Предметите, изложени във витрините на павилиона, обхващат периода от средата на XIX век до 1912 г. Артефакт с национално значение е знамето на патриотичното дружество „Желание” на албанската диаспора в София, България. Бюрото и колекцията от книги са принадлежали на един от най-видните представители на албанската национална идеология Сами Фрашери (1825 – 1904).

### Независимост
Павилионът на независимостта отразява ключовите исторически моменти след Декларацията за независимост през 1912 г. до 1939 г. Декларацията (прокламацията) за независимост на Албания от Националното събрание на Вльора на 28 ноември 1912 г. и впоследствие формирането на временното правителство на Албания представляват два важни акта в процеса на създаване на албанската национална държава. В зоните на този павилион е отразена конференцията на посланиците в Лондон (1912 – 1913). Краткото управление на принц Вид в Албания през 1914 г. е важен момент в историята на установяването на основите на албанската държава. Политическите сблъсъци между управляващия елит на страната кулминират в движението от юни 1924 г., водено от Фан Ноли. В зоните на този павилион има кът, посветен на приноса на Фан С. Ноли, една от значимите фигури в историята на албанската нация и държава през ХХ век.

### Албанска иконография
Колекция от 70 предмета на поствизантийското изкуство в Албания: икони, проскинетарион, няколко двойки свети двери и иконостас са изложени в този павилион. Тези обекти са принадлежали на различни църкви в Албания: в Гирокастра, Елбасан, Фиери, Берати и др., датиращи от XVI век до началото на XIX век. Представени са почти всички най-добри зографи, които са творили в църквите на Албания, Северна Македония и Гърция, като: Онуфри, Онуфер Киприоти, Давид Селеница, Костандин Шпатараку, Костандин Йеромонаку, братя Зографи, братя Четири, Михал Анагности. Изложен е иконостас от църквата на манастира Свети Йоан Владимир в Елбасан.

### Антифашистка война
Този павилион, чрез своите 220 предмета, отразява събитията, започващи от войната във Вльора през 1920 г. до края на Втората световна война през 1945 г. Той показва реакцията на няколко албански интелектуалци през 20-те и 30-те години на XX век срещу идването на власт в Италия на фашизма. Хронологично павилионът показва последвалите събития, свързани с установяването на фашисткия режим в Албания на 7 април 1939 г. и началото на организираната антифашистка съпротива. В този павилион имат място и албанските доброволци, участвали в Испанската гражданска война. Има и много реликви от народни мъченици и герои, дали живота си във войната срещу фашизма и нацизма. Особен акцент е отделен на приноса на британски, съветски и американски съюзници и техните мисии в Албания. В този павилион има и документи, които отразяват подкрепата, предоставените подслон и защита на еврейското население по време на Холокоста в Албания, израз на дълбокия хуманизъм на албанския народ.

### Комунистически терор
Павилионът на комунистическия терор е открит през 2012 г. В този павилион са изложени документи, снимки и предмети от периода на еднопартийната система в Албания от 1945 до 1990 г. Историческото съдържание на този павилион е допълнително обогатено от филмови изображения, предоставени от Централния филмов архив. Важна част от Павилиона са документалните и снимковите материали, отразяващи чистките, организирани от режима срещу антикомунистическите сили, специалния съд на политическите опоненти по време на войната, както и ликвидирането на антикомунистическата опозиция. Във витрините са изложени реликви, принадлежали на различни хора, осъдени или екзекутирани от тогавашния режим.

### Майка Тереза
Този павилион е посветен на семейството, живота и работата на Майка Тереза. Представена е нейната благотворителна дейност, за която е отличена с много международни награди. Изложени са снимки на световни личности, срещнали Майка Тереза, като Жак Ширак, Бил Клинтън, Тони Блеър, Ибрахим Кодра и др. Павилионът съдържа и нейни лични вещи.